# Taifa de Morón

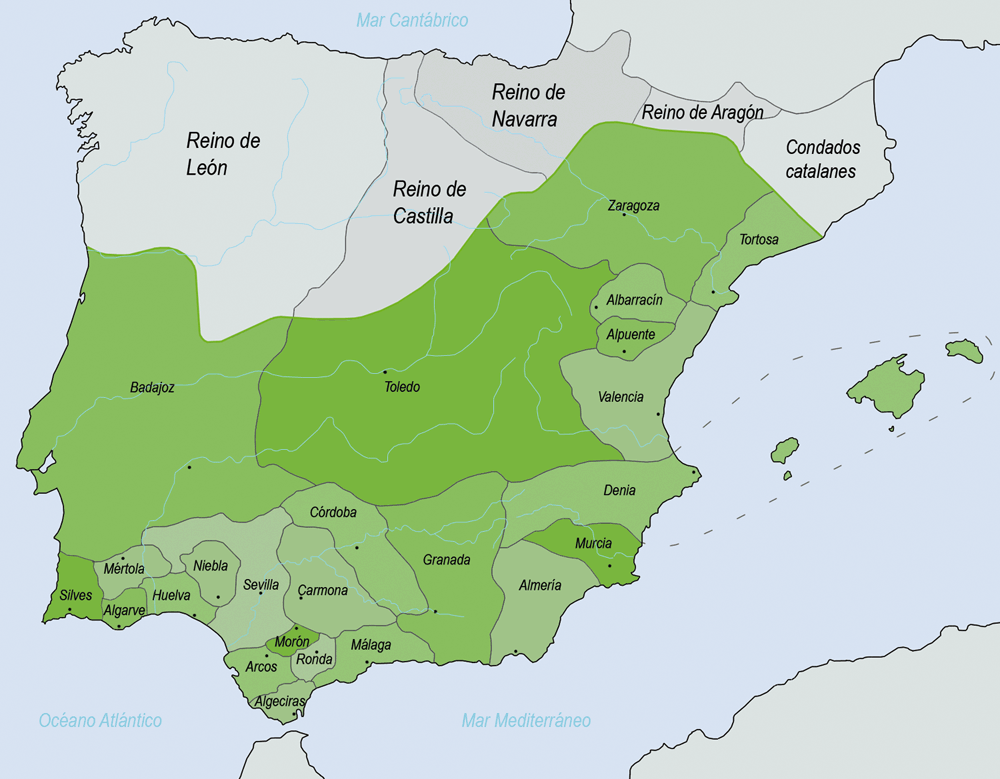
Os reinos de taifas em 1031.

A Taifa de Morón foi um reino taifa muçulmano que surgiu em 1014 no Alandalus, por causa da desintegração do Califado de Córdova a partir de 1008. Desapareceu em 1066 quando se integrou na Taifa de Sevilha, pertencendo cronologicamente aos primeiros reinos de taifas.
A família berbere dos Banu Damar, pertencente à dinastia zeneta, encabeçada por Nu ibne Abi Tuziri ficou com o poder da cora de Morón e, após expulsar o governador omíada que a regia, proclamou a sua independência e originou o reino taifa de Morón em 1014. Terminou sendo conquistada e integrada em 1066 à grande taifa de Sevilha.
A taifa de Morón esteve prestes a desaparecer como entidade independente em 1053 quando Almutadide mandou encarcerar Maomé ibne Nuize Adaulá em Sevilha , junto aos reis das taifas de Ronda e Arcos, circunstância que aproveitou o seu filho Manade ibne Maomé Imade Adaulá para ficar com o poder, que exerceu até ser conquistada em 1066 por Almutadide, rei da taifa sevilhana.